# Александр Фієр
Александр Хіларіо Такеда дос Сантос Фіер (порт. Alexandr Hilário Takeda dos Santos Fier; нар. 11 березня 1988, Жоїнвіль) — бразильський шахіст, гросмейстер від 2007 року.

## Шахова кар'єра
Першого шахового успіху досягнув 1995 року, перемігши в Куритибі на чемпіонаті Організації Американських Держав серед юнаків до 10 років. Від 1995 до 2005 року виграв загалом 7 золотих медалей чемпіонату Бразилії серед юніорів у різних вікових категоріях. 1998 року здобув у Орпезі звання віце-чемпіона світу серед юнаків до 10 років. У 2004 році посів 2-ге місце (позаду Андреса Родрігеса) в Сан-Паулу. 2005 року переміг на чемпіонаті Бразилії в особистому заліку, який відбувся в Таубате, крім того у 2006 році поділив 1-ше місце (разом з Акселем Бахманном) у Вілла Мартеллі а також переміг у Сан-Паулу. У 2007 i 2008 роках двічі одноосібно перемагав у Сантусі, 2008 року поділив 1-ше місце в таких містах як: Манреза (за швейцарською системою, разом із, зокрема, Фіделем Корралесом Хіменесом, Рашад Бабаєв i Лазаро Брузоном), Хогевен (разом з Фрісо Нейбуром i Стюартом Хаслінгером), здобув також у Порту-Алегрі бронзову медаль чемпіонату Бразилії в особистому заліку. У 2009 році переміг у таких містах як: Кочабамба, Сан-Паулу, Ріо-де-Жанейро (зональний турнір) а також Барселона, виступив також на кубку світу в Ханти-Мансійську (в 1-му раунді поступився Олександрові Халіфману). 2010 року поділив 1-ше місце (разом з Евералдо Матсуурою i Феліпе Ель Дебсом) на меморіалі Вандерлея Касона де Мело в Кампінасі. У 2011 році здобув у Кампінасі звання віце-чемпіона Бразилії. 2012 року переміг (разом з Ніджатом Мамедовим) у Празі (турнір Open Praha 2012). 2013 року переміг на меморіалі Георгі Трінгова в Пловдиві. 2014 року посів 2-ге місце на турнірі Open Internacional de Sants у Барселоні. 2015 року поділив 2-ге місце (після Чжао Цзюня, разом з Александером Місьтою i Гюдмундуром К'яртарссоном) у Гастінґсі.
Неодноразово представляв Бразилію на командних змаганнях, зокрема,:
- п'ять разів на шахових олімпіадах (2004, 2006, 2010, 2012, 2014)[8],
- на командному чемпіонаті світу (2010)[9],
- на командному панамериканському чемпіонаті (2009); дворазовий золотий медаліст: разом з командою і в особистому заліку[10].

Найвищий рейтинг Ело дотепер мав станом на 1 листопада 2009 року, досягнувши 2653 пунктів, посідав тоді 80-те місце в світовій класифікації ФІДЕ (а також 1-ше серед бразильськийch шахістів).

## Особисте життя
Дружина Александра Фіера — французька гросмайстриня грузинського походження Ніно Майсурадзе.

## Зміни рейтингу
| На цьому місці має відображатися графік чи діаграма, однак з технічних причин його відображення наразі вимкнено. Будь ласка, не видаляйте код, який викликає це повідомлення. Розробники вже працюють для того, щоби відновити штатне функціонування цього графіка або діаграми. | |
| | На цьому місці має відображатися графік чи діаграма, однак з технічних причин його відображення наразі вимкнено. Будь ласка, не видаляйте код, який викликає це повідомлення. Розробники вже працюють для того, щоби відновити штатне функціонування цього графіка або діаграми. |